# Klunzinger Pál
Klunzinger Pál (Bleiburg, 1858. október 1. – Budapest, 1943. január 11.) magyar építész.

## Élete
Klunzinger Pál és Mauch Anna fiaként született. A századfordulón működött, és a hat budapesti nagy vásárcsarnokból három (a Klauzál/István téri, a Rákóczi téri és a Batthyány téri) megtervezése az ő nevéhez fűződik. A szegedi vásárcsarnokra kiírt 1913. évi pályázaton 2500 koronás második helyezést ért el Ullerich Miklóssal együtt benyújtott terve. Emellett ő készítette a János-hegyi Erzsébet-kilátó első terveit, amelyeken még csúcsos tető szerepelt, megfelelve a szállodatulajdonosok és a főváros műemléki monumentalitást igénylő elvárásának. Bírálatra, pályázatkiírás nélkül, Schulek Frigyest kérték fel, aki levette Klunzinger tetőmegoldását és még két teraszt tervezett, neoromán stílust adva az építménynek. A kiviteli tervek legtöbbjét Klunzinger székesfővárosi mérnök készítette, és az építkezés menetét és résztvevőit mint építésvezető nagy részletességgel dokumentálta. 1914-ig több közleményt tett közzé az építkezés folyamatáról.
1911-ben műszaki főtisztnek nevezték ki a székesfőváros XIII. Építkezési (műszaki) ügyosztályához, majd 1919. október 30–31-én műszaki I. osztályú felügyelői beosztásba sorolták.
A székesfőváros tanácsa 1923. december 6-án tartott ülésében Klunzinger Pál műszaki felügyelőt nyugdíjazta, de a későbbi nyugdíjas tisztviselői névsorok szerint működése töretlen volt, 1927-ig havidíjasként továbbra is alkalmazták a Magasépítési Ügyosztályon.
1925-ben a budai vár domonkos-rendi temploma műemléki értékű maradványának, az ún. Csonka-toronynak a restaurálásával egyidőben Klunzinger Pált és Végh Gyulát bízták meg a szomszédos, csupasz tűzfallal bíró leányiskola épületének összhangba hozásával, mely során korhű balkont építettek a sarkára, két ablakot nyitottak a falán, s a tető oromvégződését egy kontytetővel tompították.
Halálát szívizom-elfajulás okozta, 1943. január 14-én, délután 3-kor búcsúztatták, majd helyezték végső nyugalomra a Farkasréti temetőben.
Felesége Mauch Natália (1866–1951) volt, Mauch Miksa és Tafel Júlia lánya. 1891. január 11-én Bécsben kötöttek házasságot.

## Ismert épületei
- 1894–1896/1897: Klauzál téri vásárcsarnok (III. számú vásárcsarnok), 1072 Budapest, Klauzál tér 11. (Kommer Józseffel) Historizáló.[14][15]
- 1894–1897: Rákóczi téri vásárcsarnok (II. számú vásárcsarnok), 1084 Budapest, Rákóczi tér 7-9. (Rozinay Istvánnal)[16]
- 1900–1902: Batthyány téri vásárcsarnok (VI. számú vásárcsarnok), 1011 Budapest, Batthyány tér 5.[17]
- 1906/1908–1910: Erzsébet-kilátó, 1121 Budapest, Erzsébet kilátó út (Schulek Frigyes átdolgozta Klunzinger terveit)[18][19]
- 1923: Jánoshegyi erdőőri lak, 1121 Budapest, Erzsébet kilátó út

1916 és 1920 között Vágó Lászlóval együtt folyamatos karbantartási és átalakítási munkákat végeztek a Népopera (ma átalakítva Erkel Színház) belső terein és külső szerkezetén. 1918–1920-ban ő végezte el az épület részletes felmérését.

## Képtár

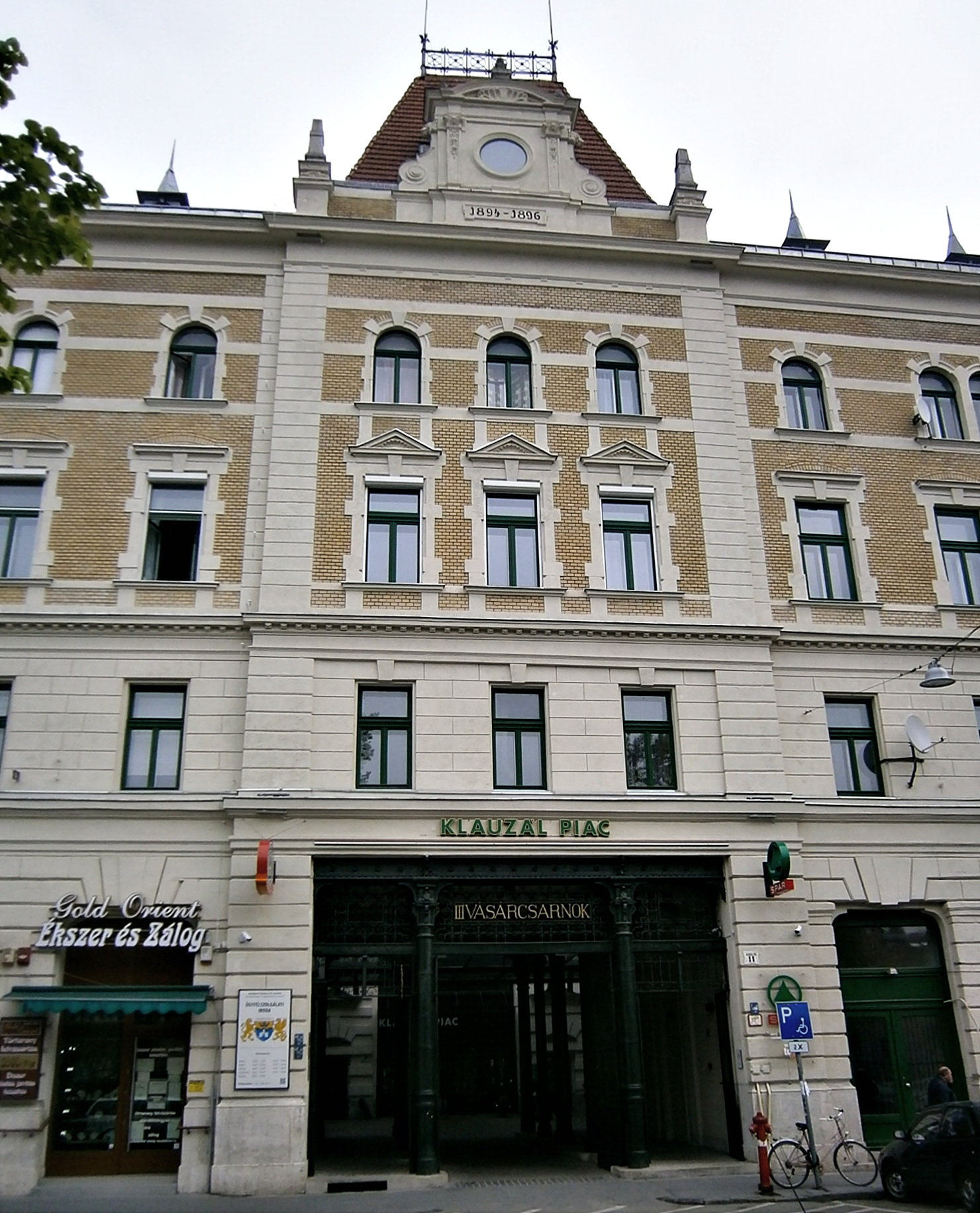
Klauzál téri vásárcsarnok
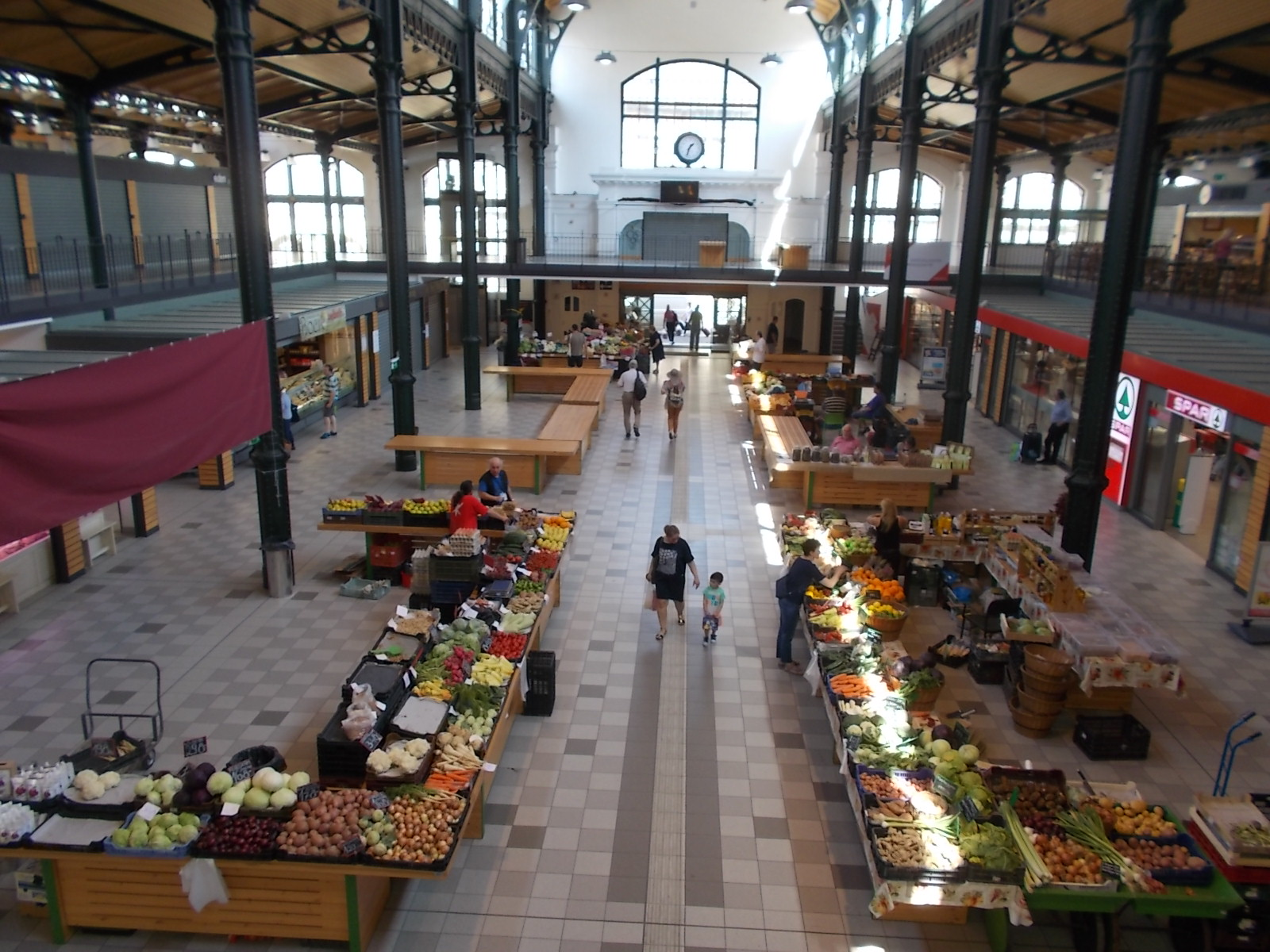
Klauzál téri vásárcsarnok (belső)
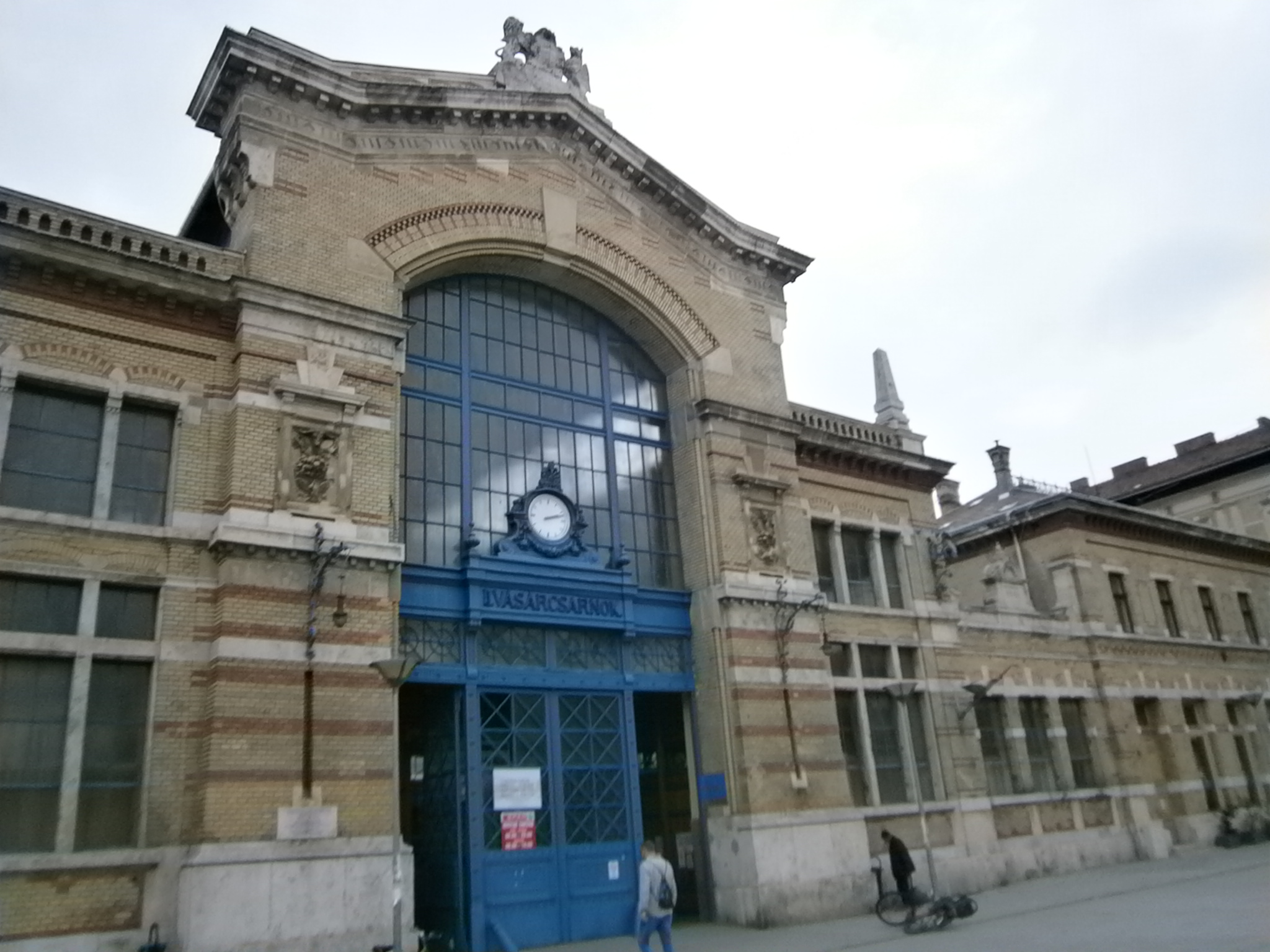
Rákóczi téri vásárcsarnok
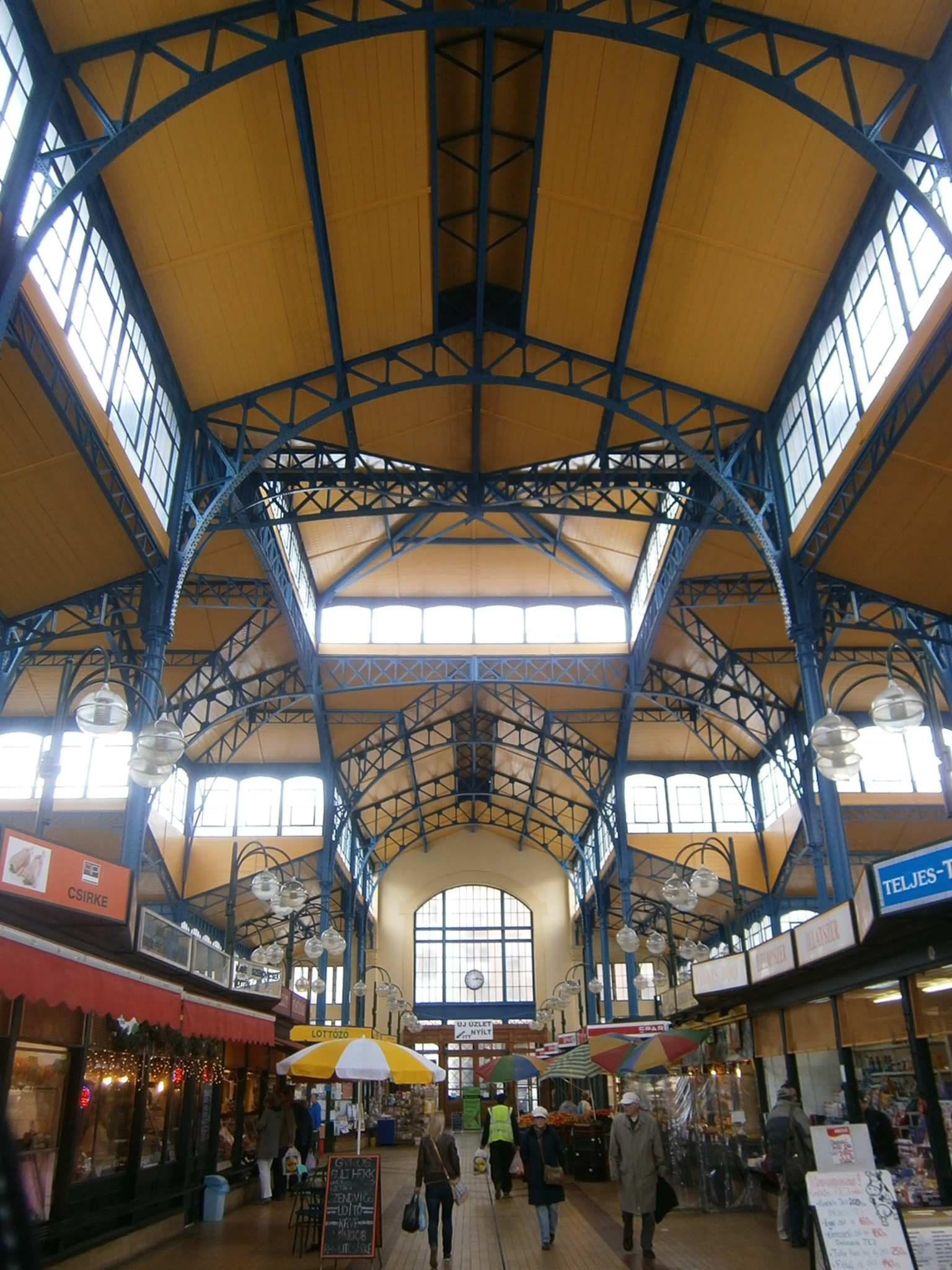
Rákóczi téri vásárcsarnok (belső)
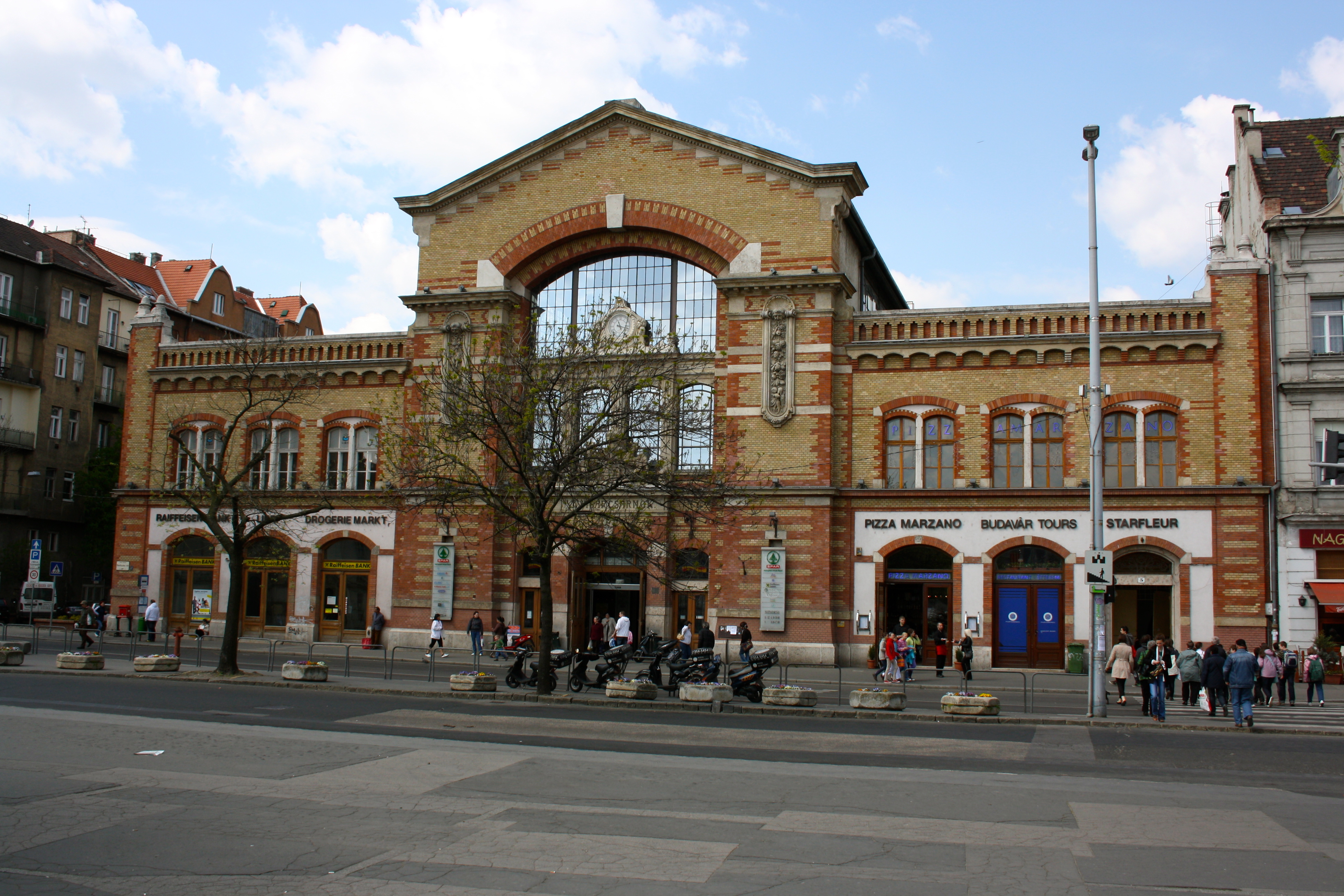
Batthyány téri vásárcsarnok
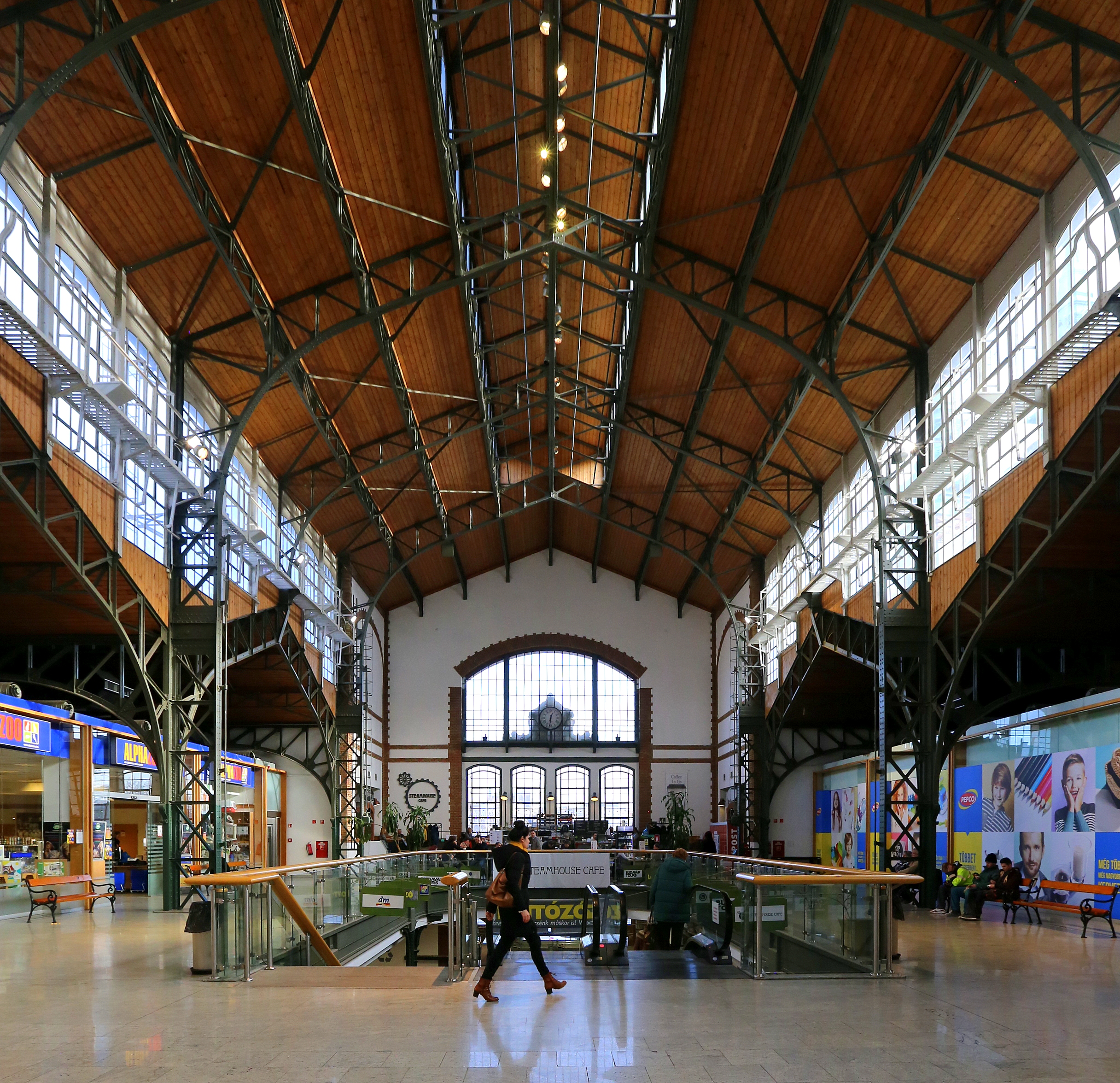
Batthyány téri vásárcsarnok (belső)
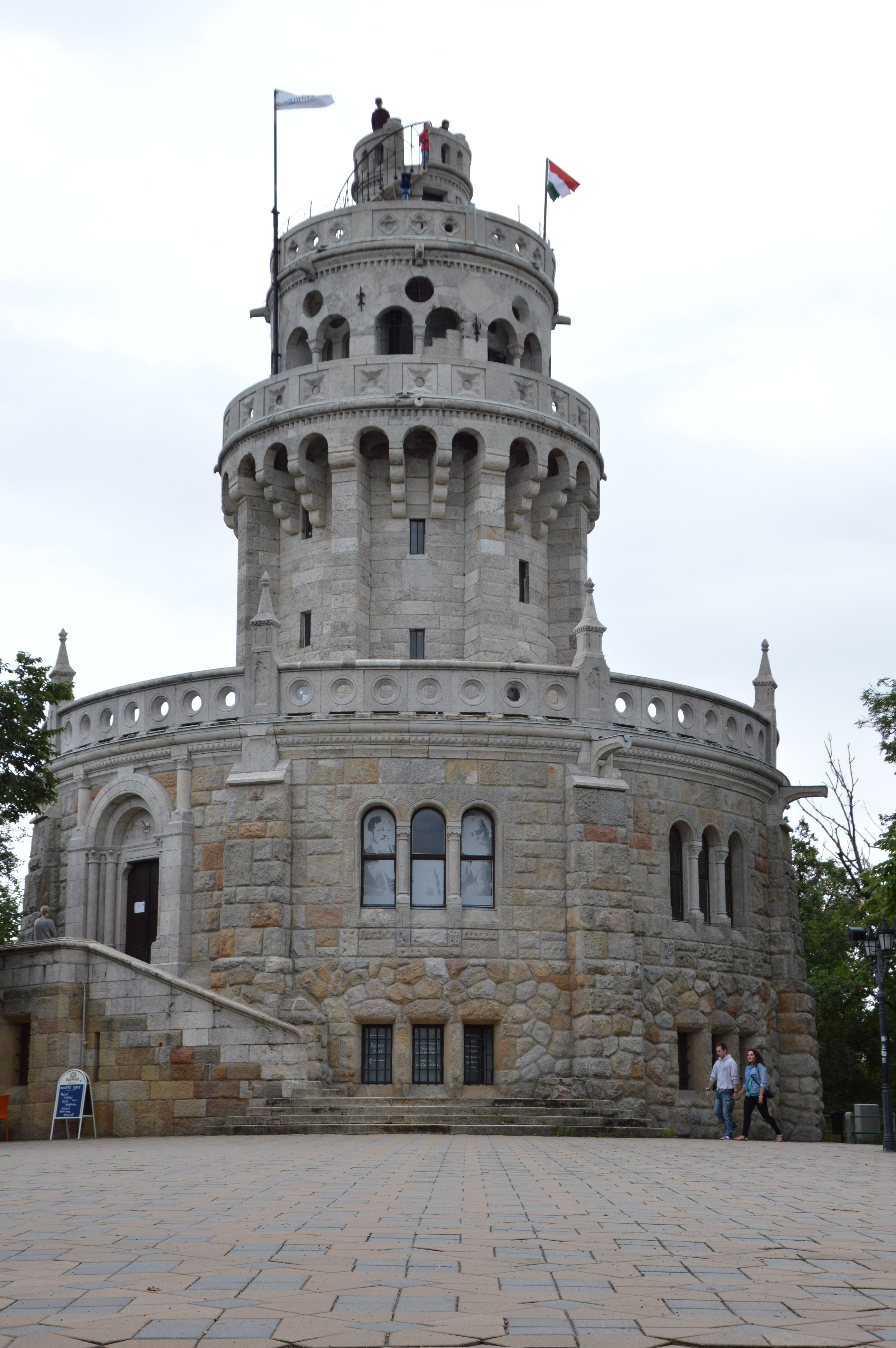
Erzsébet-kilátó
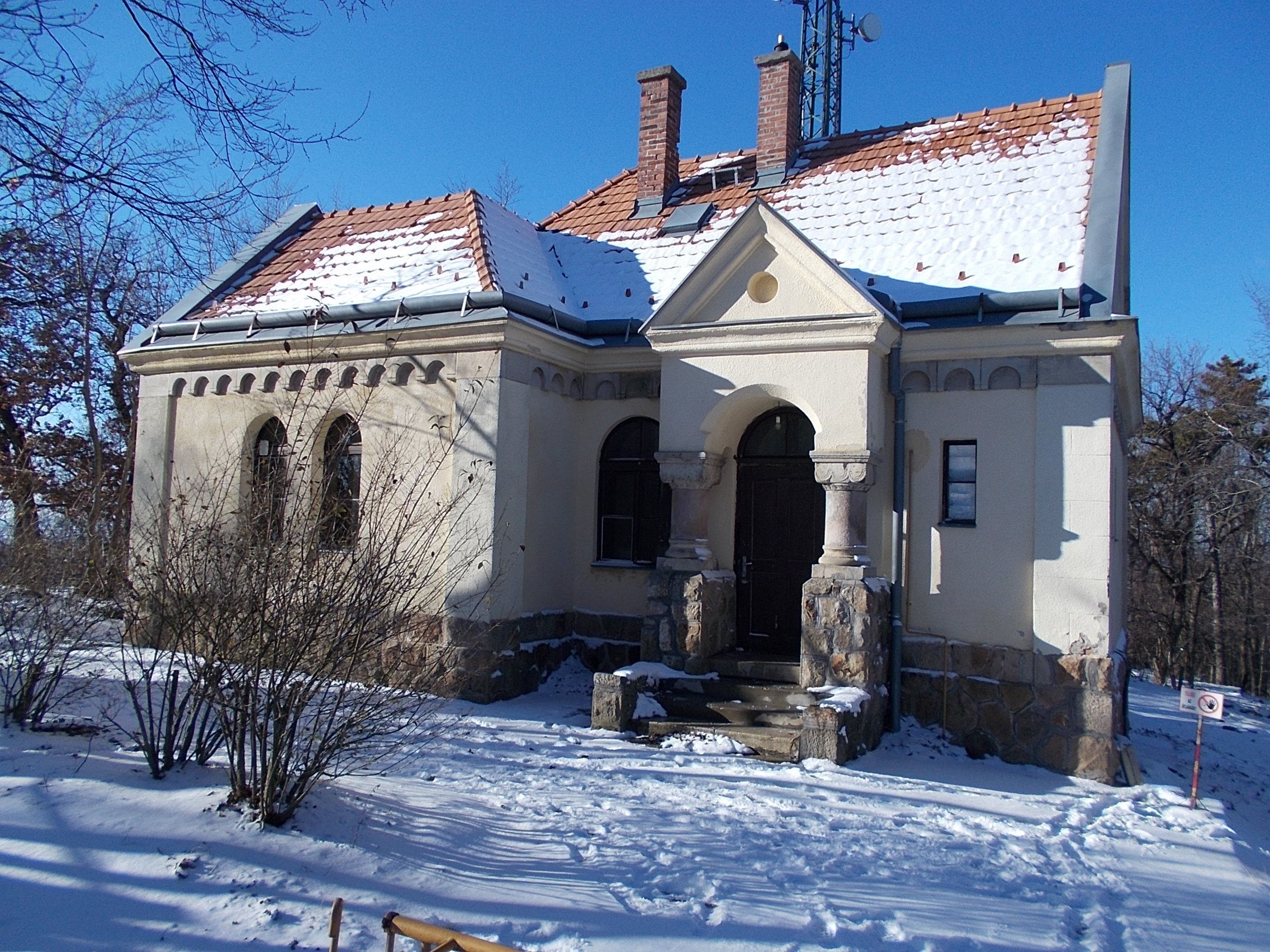
Jánoshegyi erdőőri lak